# Crawfordsville (Indiana)
Crawfordsville es una ciudad ubicada en el condado de Montgomery en el estado estadounidense de Indiana. En el Censo de 2010 tenía una población de 15915 habitantes y una densidad poblacional de 671,86 personas por km².

## Geografía
Crawfordsville se encuentra ubicada en las coordenadas 40°2′36″N 86°53′48″O / 40.04333, -86.89667. Según la Oficina del Censo de los Estados Unidos, Crawfordsville tiene una superficie total de 23.69 km², de la cual 23.69 km² corresponden a tierra firme y (0%) 0 km² es agua.

## Demografía
Según el censo de 2010, había 15915 personas residiendo en Crawfordsville. La densidad de población era de 671,86 hab./km². De los 15915 habitantes, Crawfordsville estaba compuesto por el 92.14% blancos, el 1.7% eran afroamericanos, el 0.37% eran amerindios, el 0.9% eran asiáticos, el 0.03% eran isleños del Pacífico, el 3.27% eran de otras razas y el 1.59% pertenecían a dos o más razas. Del total de la población el 8.23% eran hispanos o latinos de cualquier raza.